# Anna Rosemond
Anna Rosemond, all'anagrafe Anna Miers Rosemond (Filadelfia, 16 febbraio 1886 – 1966), è stata un'attrice statunitense, una delle prime a lavorare nel cinema muto.

## Biografia
Nella sua carriera cinematografica, Anna Rosemond ha girato 16 pellicole. Il suo esordio fu nel 1910 con The Actor's Children, un cortometraggio girato per la Thanhouser Film Corporation.
Figlia di un immigrato austriaco, cominciò a lavorare come attrice nel 1910, in una parte di supporto al fianco di Frank Hall Crane. Con l'attore, girò numerosi altri film, tra cui la prima versione di un film tratto dal romanzo La capanna dello zio Tom. Il suo ultimo film fu Cinderella di George Nichols, a fianco di Florence La Badie e a Crane.
Dopo aver lasciato la carriera di attrice, si sposò con George Jenkins Tompkins, un poliziotto di New York, di origine irlandese. La coppia lasciò New York, trasferendosi in California dove, nel 1913, ebbero una figlia, Irma.
Anna Rosemond passò il resto della sua vita a San Diego. È morta nel 1966 all'età di 80 anni.

## Filmografia
La filmografia è completa. Quando manca il nome del regista, questo non viene riportato nei titoli
- The Actor's Children, regia di Barry O'Neil - cortometraggio (1910)
- St. Elmo, regia di Lloyd B. Carleton, Barry O'Neil - cortometraggio  (1910)
- She's Done It Again, regia di Lloyd B. Carleton - cortometraggio (1910)
- She Wanted to Marry a Hero - cortometraggio  (1910)
- The Best Man Wins - cortometraggio (1910)
- Cupid at the Circus - cortometraggio (1910)
- The Winter's Tale, regia di Theodore Marston e Barry O'Neil - cortometraggio (1910)
- Uncle Tom's Cabin, regia di Barry O'Neil - cortometraggio (1910)
- The Girls of the Ghetto - cortometraggio  (1910)
- Thelma - cortometraggio (1910)
- The Two Roses - cortometraggio (1910)
- The Girl of the Northern Woods, regia di Barry O'Neil - cortometraggio (1910)
- Lena Rivers - cortometraggio  (1910)
- Pocahontas - cortometraggio (1910)[2]
- She Stoops to Conquer - cortometraggio (1910)
- The Vicar of Wakefield[3] - cortometraggio (1910)
- Cinderella, regia di George Nichols - cortometraggio (1911)